# Kemy
A Kemy katalán televíziós 3D-s számítógépes animációs sorozat, amelyet a G&G Entertaiment készített. Spanyolországban a TVE vetítette. Olaszországban a RAI sugározta. Izraelben a Hop! tűzte műsorára. Magyarországon az M2 adta.

## Ismertető
A főhős, Kemy, aki egy kis zöld színű dinó, és a barátaival minden egyes nap más kérdésre akar választ kapni.

## Szereplők
- Kemy – Kis zöld színű dinó, aki minden nap más és más kérdésre keresi a választ. (Magyar hangja: Szabó Zselyke)
- Coyo – (Magyar hangja: Baráth István)
- Toong – (Magyar hangja: Joó Gábor)
- Dorong Apó – (Magyar hangja: Élő Balázs)

További magyar hangok: Csuha Borbála

## Epizódok
1. A paradicsomok nagyon furák
2. Tejet szeretnék inni
3. Bújócska
4. Labdázzunk!
5. Kié ez a lábnyom?
6. Találd meg a visszhangot!
7. A virágszirmok lehullanak
8. A csokoládéfa
9. Az aranyhal hazatérése
10. A méz
11. Kemy zenekara
12. A burgonya
13. A pattogatott kukorica titka
14. Icipici kiscsibe
15. Aranyos kis almakukac
16. A furcsa tükör
17. Spóroljunk a papírral!
18. Nem akarok fogat mosni
19. A jégkunyhó
20. Apóka sálja
21. Süssünk tortát
22. A tövises kaktusz
23. A pókháló szuper
24. Keverjünk színeket!
25. Csillagképek
26. Coyo rosszulléte
27. Kincskeresés
28. A félelmetes mennydörgés
29. A Holdon
30. Nem akarok aludni
31. A kabócák dala
32. A denevérek barlangban élnek
33. Repülj strucc, repülj!
34. Lélegzés a víz alatt
35. Tanuljunk a hangyáktól
36. Coyo drága játékai
37. Lóg az eső lába
38. A csodálatos polip
39. Mozogjunk Toongi!
40. A számítógépek okosak
41. Egyetek zöldséget!
42. Árnyjáték
43. Mind szerelők vagyunk
44. Kemy hazudós
45. Köszönjük, Szél úr!
46. Újrahasznosító úr
47. A víz értékes
48. Mi történne ha nem lenne elektromos áram?
49. Kövesd a táblákat!
50. Hogyan nőjjönk magasra?
51. Földalatti kaland
52. Hőlégbalonos kaland